# Scottsville (Kentucky)
Scottsville es una ciudad ubicada en el condado de Allen en el estado estadounidense de Kentucky. En el Censo de 2010 tenía una población de 4226 habitantes y una densidad poblacional de 286,11 personas por km².

## Geografía
Scottsville se encuentra ubicada en las coordenadas 36°44′57″N 86°11′46″O / 36.74917, -86.19611, al sur del estado, cerca de la frontera con Tennessee. Según la Oficina del Censo de los Estados Unidos, Scottsville tiene una superficie total de 14.77 km², de la cual 14.74 km² corresponden a tierra firme y (0.19%) 0.03 km² es agua.

## Demografía
Según el censo de 2010, había 4226 personas residiendo en Scottsville. La densidad de población era de 286,11 hab./km². De los 4226 habitantes, Scottsville estaba compuesto por el 94.51% blancos, el 2.46% eran afroamericanos, el 0.28% eran amerindios, el 0.21% eran asiáticos, el 0% eran isleños del Pacífico, el 0.43% eran de otras razas y el 2.11% pertenecían a dos o más razas. Del total de la población el 1.44% eran hispanos o latinos de cualquier raza.

## Hijos ilustres
- Norro Wilson, cantante de música country.